# 서울동천학교
서울동천학교는 서울특별시 노원구 하계동에 소재하는 사립 특수학교이다. 발달장애 학생을 위한 교육환경을 만들기 위해 유치원, 초등학교, 중학교, 고등학교, 전공과 과정이 통합된 형태의 학교이다.

## 연혁
- 1980년 3월 6일 : 충현복지학교로 개교
- 1987년 : 서울충현학교로 변경
- 1999년 : 서울동천학교로 변경